# NGC 4366
NGC 4366 is een elliptisch sterrenstelsel in het sterrenbeeld Maagd. Het hemelobject werd op 13 april 1784 ontdekt door de Duits-Britse astronoom William Herschel.

## Synoniemen
- MCG 1-32-50
- ZWG 42.87
- VCC 745
- PGC 40421